# Arauzo de Miel
Arauzo de Miel – gmina w Hiszpanii, w prowincji Burgos, w Kastylii i León, o powierzchni 57,1 km². W 2011 roku gmina liczyła 368 mieszkańców.